# Кершоу, Ник
Ник Кершоу (англ. Nicholas David Kershaw) — британский музыкант, вокалист, композитор, музыкальный продюсер, популярный исполнитель 1980-x. Известность получил в 1984 году, при этом в 1984 и 1985 годах 62 недели находился в чартах синглов Великобритании, чем превзошёл всех других сольных исполнителей в этот период. Написал и исполнил множество популярных синглов, среди которых «The Riddle», «I Won’t Let the Sun Go  on Me», «Wouldn’t It Be Good», «Dancing Girls» и другие, а также является автором ряда хитов других исполнителей, среди которых и сингл номер 1 в чартах Великобритании 1991 года «The One And Only» исполнителя Чесни Хоукса. Появлялся на некоторых крупных концертах, в том числе и на Live Aid 1985 года.

## Биография

### Ранние годы
Николас Дэвид Кершоу родился 1 марта 1958 года в Бристоле, детство провёл в Ипсвиче (Саффолк). Родители Ника увидели в нём музыкальные способности, поэтому в десять лет он начал петь в детском хоре, затем играл в детской театральной труппе, а на четырнадцатилетие ему подарили первую гитару. В 1974 году Ник присоединился к ансамблю Half Pint Hog, сформированному в его школе, но группа распалась уже после трёх совместных выступлений. Впрочем, это не помешало парню предложить себя Deep Purple в качестве гитариста. Предложение было отвергнуто, но в то время Ник Кершоу уже твёрдо решил связать свою жизнь с музыкой, поэтому продолжил совершенствовать свои музыкальные навыки. После окончания средней школы в 1976 году на протяжении нескольких лет работал в службе занятости. В 1978 году он присоединился к джаз-фанковому составу Fusion. В этой группе Николас играл роль гитариста, но успел попробовать себя и как вокалист при записи треков для альбома «I Ain’t Signing Nothin'» 1979 года, который не возымел успеха, даже несмотря на своё переиздание в 1980 году под названием «Till I Hear From You». Из-за провала этого альбома группа распалась в 1982 году.

### Карьера в 1980-е годы
После распада группы Fusion Кершоу начал собирать материал, которым можно было бы заинтересовать записывающие компании. В 1983 году он подписал контракт с MCA Records и выпустил свой дебютный сингл «I Won’t Let the Sun Go Down on Me». Вслед за ним был выпущен второй сингл «Wouldn’t It Be Good», который взлетел на 4-е место в чартах Великобритании и принёс молодому исполнителю большую популярность. В феврале 1984 года выходит его дебютный альбом «Human Racing». В этом же году с этого альбома выпущены синглы «Dancing Girls» и одноимённый альбому «Human Racing», а также переиздание сингла «I Won’t Let the Sun Go Down on Me». Симпатичная внешность и суперстильные видеоклипы помогли ему заполучить огромную популярность в Европе, однако в Америке он, к сожалению, так и не смог добиться большого успеха.
В конце 1984 увидел свет второй альбом певца под названием «The Riddle», который только упрочил сложившийся успех исполнителя. С альбома были произведены целых три сингла, первым из которых стал заводной «The Riddle», подаривший нам не только отличную мелодию, но и великолепный видеоклип. «The Riddle» стал одним из наиболее популярных синглов Ника и занял 3-е место в чартах Великобритании. В 1985 году со своего второго альбома он выпускает синглы «Don Quixote» и «Wide Boy» а также выступает на крупном концерте «Live Aid». В этом же году выходит изначально внеальбомный сингл «When a Heart Beats», позже включённый в трек-лист альбома «Radio Musicola».

С конца 1985 года привлекательность певца начала постепенно снижаться, особенно у молодёжи, составлявшей подавляющую часть его аудитории. В 1986 году выходит его третий студийный альбом «Radio Musicola», который был принят положительно, но уже не имел сильного коммерческого успеха. Когда Кершоу спросили о низких продажах альбома, он сказал:
«Я не удержал их внимания — выпуск двух альбомов за девять месяцев был плохой идеей, и многие люди потеряли интерес и ушли в другое место, что достаточно справедливо.»
С альбома было выпущено три сингла: «Radio Musicola», «Nobody Knows» и «James Cagney», который был выпущен только в Германии ограниченным тиражом. В конце 1980-х внимание Ника стало переключаться на написание песен для других исполнителей, но уже в 1989 году он выпустил свой четвёртый студийный альбом «The Works», который прошёл практически незамеченным, хотя сингл «One Step Ahead» и занял скромную 55-ю позицию в британских чартах. В этом же году с альбома был выпущен второй сингл «Elisabeth’s Eyes». Планировалось, что с альбома в качестве третьего сингла выйдет трек «One World», но у Ника начался творческий кризис, а его последние альбом и сингл не возымели успеха, поэтому лейбл MCA Records не стали продлевать с ним контракт.

### Карьера в 1990-е годы
Ник Кершоу провёл 1990-е годы весьма плодотворно: записался дуэтами с Тони Бэнксом из Genesis («I Wanna Change The Score», 1991) и Элтоном Джоном («Old Friend», 1993), написал и спродюсировал трек «The One And Only» для восходящей британской «звезды» Чесни Хоукса, который в 1991 году на несколько недель занимает верхнюю позицию чартов Великобритании. В этом же году он принимает участие в записи альбома «Still» Тони Бэнкса, в котором исполняет несколько песен, а также делает переиздание сингла «Wouldn’t It Be Good». Также в это десятилетие было выпущено большое множество альбомов-сборников, которые собирали в себе лучшие треки исполнителя с его первых четырёх альбомов. В 1998 году вышел сборник миксов его треков «Wouldn’t It Be Good» и «I Won’t Let the Sun Go Down on Me» под названием «'98 Remixes». В 1999 году совместно с Les Rythmes Digitales Ник записывает и выпускает сингл «Sometimes».
Однако в конце десятилетия Нику захотелось вернуться в музыкальный мир в роли сольного исполнителя, поэтому в 1999 году он выпустил свой первый за полный десяток лет альбом «15 Minutes», который наглядно показал, насколько повзрослел артист в творческом и исполнительском плане. Его пятый студийный альбом имел огромный успех у критиков, а первый сингл с альбома «Somebody Loves You» активно крутился на радио и выбился в нижние строчки британских чартов. Второй сингл под названием «What Do You Think of It So Far?» популярности не приобрёл.

### С начала 2000-х по настоящее время
В 2001-м году Николас выпустил шестой студийный альбом «To Be Frank», который был выполнен в духе предшественника, но при этом имел более явное чувство юмора в песнях — лирика стала менее сложной. Сингл с альбома под названием «Wounded» занял сотое место в чартах Великобритании. В 2005 году Ник Кершоу выпускает альбом-сборник «Then & Now», который сочетает в себе самые известные хиты и четыре новых трека, один из которых под названием «What It Is» был выпущен в качестве промосингла. В 2006 году он выпустил седьмой студийный альбом «You’ve Got to Laugh», который первое время был доступен только для покупки на его сайте или на iTunes. Этот альбом стал первым, выпущенным Ником на его собственном лейбле Shorthouse Records. Примечательно, что с данного альбома не было выпущено ни одного сингла. В этом же году произошёл и цифровой релиз его старых альбомов.
Выпущенный в 2010-м году альбом в живой записи «No Frills» Ник полноценным альбомом не считает, поскольку большая часть треков в нём являются старыми песнями. Вне работы над своими новыми треками Ник записывал саундтреки к фильмам, один из которых стала песня «If It Gets Much Better Than This» к фильму «Round Ireland with a Fridge». В 2012 году Ник Кершоу выпускает свой восьмой студийный альбом «Ei8ht», после которого отправляется в небольшое турне по Великобритании. С этого альбома выпущены новые синглы: «The Sky’s The Limit» и «You’re The Best». После этих событий Ник исполнил песню «The Lamia» для последнего альбома Стива Хаккета «Genesis Revisited II». В этом же году Ник выпускает расширенную версию альбома «Human Racing», а годом спустя и «The Riddle» с бонусными треками. Осенью 2014 года он отправляется в турне по Великобритании и Ирландии. В 2015 году выпускает внеальбомный сингл «Men United».
В 2019 году получил почётную докторскую степень «За заслуги перед музыкальной индустрией». 12 июня 2020 года Ник анонсировал два своих новых творения: мини-альбом «These Little Things» и полноценный альбом «Oxymoron».

## Дискография

### Студийные альбомы

#### В составе Fusion (The Reg Webb Band)
| № | Название                | Дата релиза | Издательство      | Общая длительность | Синглы, выпущенные с альбома |
| - | ----------------------- | ----------- | ----------------- | ------------------ | ---------------------------- |
| 1 | I Ain’t Signing Nothin' | 1979        | Strand            | 37:01              | My Love Ain’t Lovin' Me None |
| 2 | Till I Hear From You    | 1980        | Telephone Records | 43:13              | -                            |

#### Сольная карьера
| № | Название            | Дата релиза     | Издательство       | Сертификация | Общая длительность | Синглы, выпущенные с альбома                       |
| - | ------------------- | --------------- | ------------------ | ------------ | ------------------ | -------------------------------------------------- |
| 1 | Human Racing        | 24 февраля 1984 | MCA Records        | UK: Платина  | 39:36              | I Won’t Let the Sun Go Down on Me                  |
| 1 | Human Racing        | 24 февраля 1984 | MCA Records        | UK: Платина  | 39:36              | Wouldn’t It Be Good                                |
| 1 | Human Racing        | 24 февраля 1984 | MCA Records        | UK: Платина  | 39:36              | Dancing Girls                                      |
| 1 | Human Racing        | 24 февраля 1984 | MCA Records        | UK: Платина  | 39:36              | Human Racing                                       |
| 2 | The Riddle          | 10 ноября 1984  | MCA Records        | UK: Платина  | 42:32              | The Riddle                                         |
| 2 | The Riddle          | 10 ноября 1984  | MCA Records        | UK: Платина  | 42:32              | Wide Boy                                           |
| 2 | The Riddle          | 10 ноября 1984  | MCA Records        | UK: Платина  | 42:32              | Don Quixote                                        |
| 3 | Radio Musicola      | 24 октября 1986 | MCA Records        | UK: Серебро  | 44:20              | When a Heart Beats (изначально внеальбомный сингл) |
| 3 | Radio Musicola      | 24 октября 1986 | MCA Records        | UK: Серебро  | 44:20              | Nobody Knows                                       |
| 3 | Radio Musicola      | 24 октября 1986 | MCA Records        | UK: Серебро  | 44:20              | Radio Musicola                                     |
| 3 | Radio Musicola      | 24 октября 1986 | MCA Records        | UK: Серебро  | 44:20              | James Cagney (только в Германии)                   |
| 4 | The Works           | 22 мая 1989     | MCA Records        | -            | 49:18              | One Step Ahead                                     |
| 4 | The Works           | 22 мая 1989     | MCA Records        | -            | 49:18              | Elisabeth’s Eyes                                   |
| 5 | 15 Minutes          | 6 апреля 1999   | Eagle Records      | -            | 56:51              | Somebody Loves You                                 |
| 5 | 15 Minutes          | 6 апреля 1999   | Eagle Records      | -            | 56:51              | What Do You Think of It So Far?                    |
| 6 | To Be Frank         | 23 апреля 2001  | Eagle Records      | -            | 49:57              | Wounded                                            |
| 7 | You’ve Got to Laugh | 26 октября 2006 | Shorthouse Records | -            | 51:44              | -                                                  |
| 8 | Ei8ht               | 6 августа 2012  | Shorthouse Records | -            | 50:29              | The Sky’s the Limit                                |
| 8 | Ei8ht               | 6 августа 2012  | Shorthouse Records | -            | 50:29              | You’re the Best                                    |
| 9 | Oxymoron            | 16 октября 2020 | Audio Network      | -            | 1:06:39            | From Cloudy Bay to Malibu                          |

### Мини-альбомы
| № | Название                     | Дата релиза    | Издательство       | Общая длительность |
| - | ---------------------------- | -------------- | ------------------ | ------------------ |
| 1 | These Little Thing           | 26 июня 2020   | Audio Network      | 24:57              |
| 2 | Songs from the Shelf, part 1 | 6 мая 2022     | Shorthouse Records | 24:28              |
| 3 | Songs from the Shelf, part 2 | 14 апреля 2023 | Shorthouse Records | 22:54              |

### Концертные альбомы
| № | Название             | Дата релиза     | Издательство               | Общая длительность |
| - | -------------------- | --------------- | -------------------------- | ------------------ |
| 1 | Live in Concert      | Март 1987       | BBC Transcription Services | 54:20              |
| 2 | No Frills            | 1 февраля 2010  | Shorthouse Records         | 1:02:58            |
| 3 | Live In Germany 1984 | 21 февраля 2011 | ZYX Music                  | 51:17              |

### Синглы

#### В составе Fusion (The Reg Webb Band)
| № | Название                     | Дата релиза | Издательство   | Длительность | Альбом, с которого выпущен |
| - | ---------------------------- | ----------- | -------------- | ------------ | -------------------------- |
| 1 | My Love Ain’t Lovin' Me None | 1979        | Orchid Records | 3:25         | I Ain’t Signing Nothin'    |

#### Сольная карьера
| №  | Название                                        | Дата релиза      | Издательство       | Длительность | Альбом, с которого выпущен               |
| -- | ----------------------------------------------- | ---------------- | ------------------ | ------------ | ---------------------------------------- |
| 1  | I Won’t Let the Sun Go Down on Me               | 31 октября 1983  | MCA Records        | 3:19         | Human Racing                             |
| 2  | Wouldn’t It Be Good                             | 6 января 1984    | MCA Records        | 4:29         | Human Racing                             |
| 3  | Dancing Girls                                   | 2 апреля 1984    | MCA Records        | 3:36         | Human Racing                             |
| 4  | I Won’t Let the Sun Go Down on Me (переиздание) | 4 июня 1984      | MCA Records        | 3:19         | Human Racing                             |
| 5  | Human Racing                                    | Август 1984      | MCA Records        | 4:28         | Human Racing                             |
| 6  | The Riddle                                      | 5 ноября 1984    | MCA Records        | 3:52         | The Riddle                               |
| 7  | Wide Boy                                        | Март 1985        | MCA Records        | 3:19         | The Riddle                               |
| 8  | Don Quixote                                     | Август 1985      | MCA Records        | 4:11         | The Riddle                               |
| 9  | When a Heart Beats                              | 18 ноября 1985   | MCA Records        | 4:20         | Radio Musicola (изначально внеальбомный) |
| 10 | Nobody Knows                                    | Октябрь 1986     | MCA Records        | 4:16         | Radio Musicola                           |
| 11 | Radio Musicola                                  | Декабрь 1986     | MCA Records        | 4:16         | Radio Musicola                           |
| 12 | James Cagney                                    | Июнь 1987        | MCA Records        | 5:20         | Radio Musicola                           |
| 13 | One Step Ahead                                  | 1988             | MCA Records        | 3:38         | The Works                                |
| 14 | Elisabeth’s Eyes                                | 1989             | MCA Records        | 4:37         | The Works                                |
| 15 | I Wanna Change the Score (с Энтони Бэнксом)     | 6 мая 1991       | Virgin             | 4:14         | Still (Tony Banks)                       |
| 16 | Wouldn’t It Be Good (переиздание)               | Ноябрь 1991      | MCA Records        | 4:29         | Human Racing                             |
| 17 | Old Friend (с Элтоном Джоном)                   | 1993             | MCA Records        | 4:16         | -                                        |
| 18 | Somebody Loves You                              | 1999             | Eagle Records      | 3:55         | 15 Minutes                               |
| 19 | What Do You Think Of It So Far?                 | 1999             | Eagle Records      | 3:59         | 15 Minutes                               |
| 20 | Sometimes (с Les Rythmes Digitales)             | 1999             | Wall of Sound      | 3:34         | Darkdancer (Les Rythmes Digitales)       |
| 21 | Wounded                                         | 2001             | Eagle Records      | 3:38         | To Be Frank                              |
| 22 | The Sky’s the Limit                             | 5 августа 2012   | Shorthouse Records | 3:29         | Ei8ht                                    |
| 23 | You’re the Best                                 | 23 сентября 2012 | Shorthouse Records | 3:14         | Ei8ht                                    |
| 24 | Men United                                      | 9 октября 2015   | Prostate Cancer UK | 4:04         | -                                        |
| 25 | From Cloudy Bay to Malibu                       | 11 сентября 2020 | Audio Network      | 4:27         | Oxymoron                                 |

### Альбомы-сборники
- 1985 — Nik Pak
- 1991 — The Collection
- 1993 — Wouldn’t It Be Good
- 1993 — The Best of Nik Kershaw
- 1995 — Anthology
- 1997 — Wouldn’t It Be Good
- 1998 — Greatest Hits
- 2000 — The Essential
- 2005 — Then & Now
- 2005 — Your Brave Face
- 2005 — The Riddle